# Torquato Tasso
Torquato Tasso (Sorrento, 1544. március 11. – Róma, 1595. április 25.) itáliai költő, a 16. század egyik legnagyobb alkotója. Fő műve, A megszabadított Jeruzsálem című eposz (1575) a világirodalom egyik legjelentősebb alkotása. Az 1570-es évektől üldözési mánia gyötörte, ami legendák kialakulásához vezetett a fáradhatatlan, félig őrült, meg nem értett alkotóról. Néhány nappal azelőtt hunyt el, hogy a pápa a költők fejedelmévé koronázta volna.

## Származás, neveltetés
Torquato Tasso Sorrentóban született. Nápolyban, jezsuita rendi iskolában tanult, illetve otthon édesapja, Bernardo Tasso – maga is művelt ember, költő, udvaronc – csepegtette belé a tudást. Később több olasz városban, többek között Urbinóban, II. Guidobaldo delle Rovere herceg udvarában folytatta tanulmányait. 1560 és 1565 között jogot és filozófiát tanult Padova és Bologna egyetemén. Egyik paduai barátja, Scipio Gorzaga később bíboros lett, és sokat segített neki pályáján.

## Irodalmi munkássága

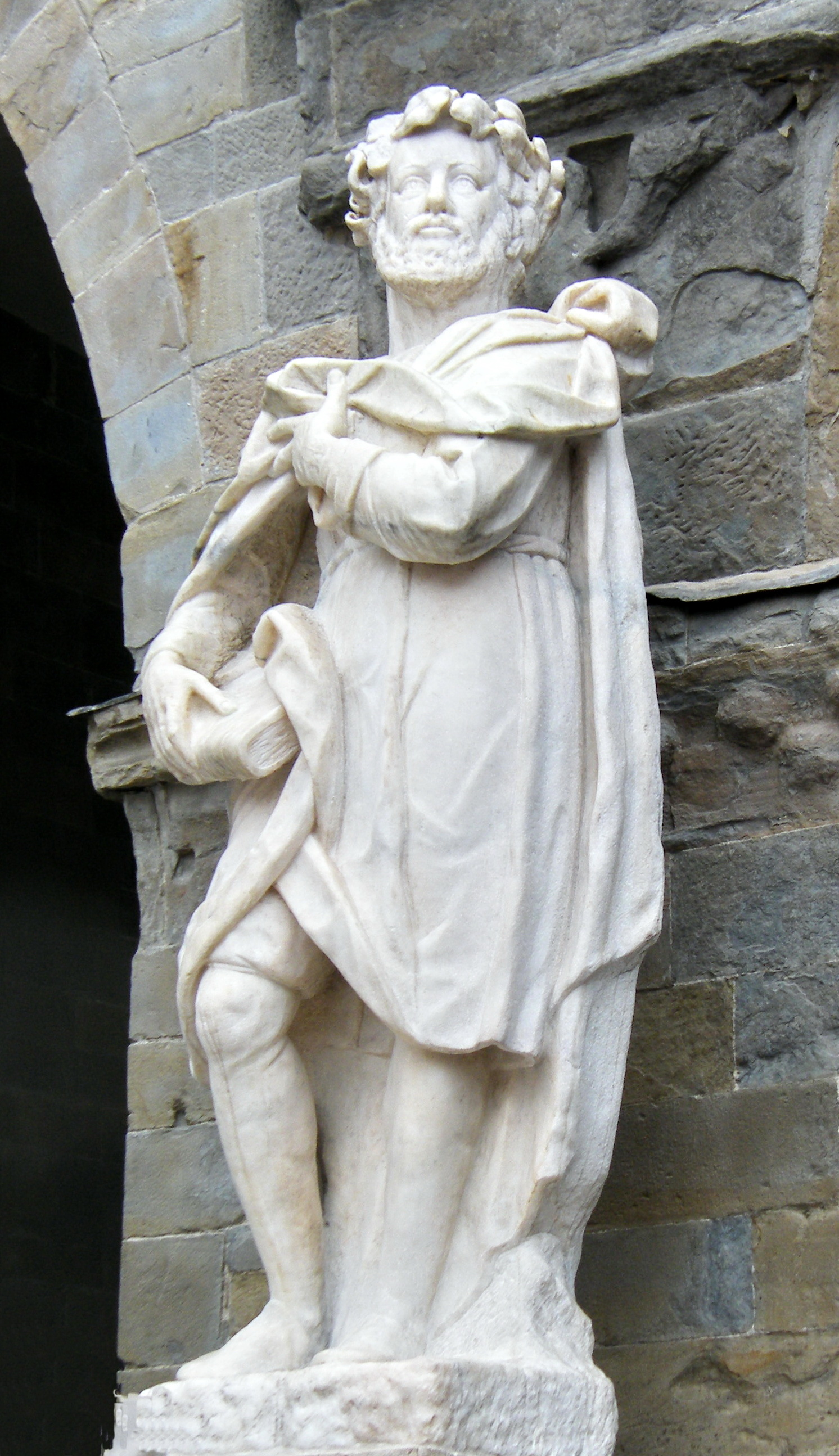
Tasso szobra Bergamóban

Tasso már 18 évesen megírta első nagy művét, a Rinaldo című elbeszélő költeményt, amit Luigi d'Este bíborosnak ajánlott. Tanulmányai végeztével Ferrarában a bíboros, majd bátyja, II. Alfonz herceg szolgálatába állt, mint udvari költő. Ebben az időszakban írta meg pásztorjátékát (Aminta, 1573) és A megszabadított Jeruzsálemet (La Gerusalemme liberata), amin 1559 és 1575 között dolgozott. Tasso első szerelmét Paduában hagyta, majd egy ferrarai nemesember énekes leányába, Lucrezia Bendidóba lett szerelmes. Neki ajánlotta a Rime degli academici eterei (1567) negyvenkét költeményét, ám Lucrezia később az özvegy Paolo Macchiavelli grófhoz ment feleségül.

## Tasso betegsége
Mesterműve befejezése után a költő mentális problémáktól kezdett szenvedni – érzékeny természetét felbolygatták az eposzának stilisztikai és vallási ortodoxiájával kapcsolatos kételyek, illetve a gyanú, hogy patrónusai és barátai valójában ellenségesek vele. Tasso d'Este bíborost elkísérte Franciaországba, de amikor IX. Károly elismerően nyilatkozott hőskölteményéről, felelőtlen megjegyzést tett a protestánsok tolerálásával kapcsolatban. Ezt a katasztrofális utat követően hatalmasodtak el Tasso problémái: nem viselte a kritikát, folyton a meggyilkolásától rettegett, a d’Este család ellenségeivel, a Mediciekkel tárgyalt, egy alkalommal pedig késsel rontott egy szolgára. Folyton mozgásban volt, és amikor Alfonz herceg megnősült, nyilvánosan átkokat szórt rá. Végül őrültnek nyilvánították, és a herceg rendelkezésére a Szent Anna kórházba szállították (1579). Itt Tasso több filozófiai és erkölcsi párbeszédet írt, és a francia Michel de Montaigne is meglátogatta.
Tasso sosem nyerte vissza teljesen az egészségét. 1586-ban elengedték azzal a feltétellel, hogy elhagyja Ferrarát. Szembesült azzal, hogy eposza révén hatalmas népszerűségnek örvend, ennek ellenére udvarról udvarra járta a fejedelemségeket. Az elszegényedett, paranoiás, boldogtalan költő ebben az időszakban írt egy tragédiát (Re Torrismondo, 1587), illetve egy költeményt a teremtésről (Il mondo creato, 1592-1594 körül). Fő művét is átalakította – új címe a Meghódított Jeruzsálem lett – de az új változat több egyházi és irodalmi kritikát kapott.

## Tasso hagyatéka
1594-ben VIII. Kelemen pápa Rómába hívta Tassót, hogy Itália költőfejedelmévé koszorúzhassa, ám a költő súlyosan megbetegedett és nem sokkal az ünnepség előtt meghalt Rómában. Utolsó napjait a Gianicolo-hegyen álló Sant'Onofrio kolostorban töltötte, s ennek templomában helyezték örök nyugalomra. A kolostorban ma is őrzik hagyatéka egy részét, köztük annak a tölgyfának törzsét, amelynek árnyékában a költő megpihent.
Eddig említett művei közé vagy 2000 rövidebb költemény (köztük néhány szonett és madrigál), levelek, párbeszédek tartoznak, illetve egy elméleti munka a költészetről (Discorsi del poema eroico, 1594).
Tasso nem csak a barokk költészetben számított példaképnek (például a magyar Zrínyi Miklós számára), hanem egészen a 19. század elejéig megőrizte népszerűségét. Később, a romantika korában munkásságáról életére tevődött át az érdeklődés súlypontja: Goethe egy tragédiát, Byron egy verset (Tasso keserve), Gaetano Donizetti egy operát, Liszt Ferenc pedig szimfonikus költeményt és egy zongoraművet (Tasso gyászmenete) szentelt a zaklatott sorsú költőnek. Ezek érdekessége, hogy többnyire azt a – később megcáfolt – legendát dolgozzák fel, mely szerint Tassót azért zárták el, mert szerelmes volt Alfonz herceg testvérébe, Leonorába.

## Tasso a művészetben
Tasso alakja számos írót és festőt foglalkoztatta, főleg a romantika korában. Goethe csodálta Tasso személyiségét, és drámát írt alakjáról. Delacroix, amikor kritikusai őrültnek bélyegezték 1825-ben, megrajzolta az őrültek házában töprengő Tassót, mint saját helyzetének allegóriáját. A rajz kompozícióját később felhasználta egy olajfestményhez.

## Magyarul megjelent művei
- Megszabadított Jéruzsálem 1-3. köt.; ford. Tanárki János; Landerer Ny., Pest, 1805
- Amintás. Erdei mese; ford. Csokonai Vitéz Mihály; Gotlib Ny., Nagyvárad, 1806
- A megszabadított Jeruzsálem; ford. Bálinth Gyula; fordítói, Pest, 1863
- A megszabadított Jeruzsálem, 1-2.; ford. Jánosi Gusztáv; Szt. István Társulat, Bp., 1893
- A megszabadított Jeruzsálem. A tanuló ifjúság számára; Jánosi Gusztáv ford. nyomán rövidítve, prózaátirat, jegyz. Pintér Kálmán; Athenaeum, Bp., 1899 (Iskolai könyvtár. Magyar olvasmányok tára)
- A megszabadított Jeruzsálem; ford. Hárs Ernő, utószó, jegyz. Király Erzsébet; Orpheusz Könyvek, Bp., 1995
- A megszabadított Jeruzsálem; ford. Tusnády László, tan., Madarász Imre; Eötvös, Bp., 1995
- Értekezések a költészet művészetéről és különösképpen a hőskölteményről; ford. Koltay-Kastner Jenő, Szegedi Eszter, előszó Szegedi Eszter; Universitas, Bp., 1997
- Aminta / Szerelmes versek. Rime d'amore; ford. Tusnády László; Eötvös, Bp., 2002 (Eötvös klasszikusok)
- Il Malpiglio overo De la corte. Malpiglio, avagy Az udvarról / Il Beltramo overo De la cortesia. Beltramo, avagy Az udvariasságról; ford. Vígh Éva; Eötvös, Bp., 2004 (Eötvös klasszikusok)